# يوهان بولي
يوهان بولي (بالفرنسية: Yohan Boli)‏ (ولد في 17 نوفمبر 1993) هو لاعب كرة قدم فرنسي يلعب مهاجماً في نادي الخور القطري معار من نادي الغرافة.

## روابط خارجية
يوهان بولي على موقع قاعدة بيانات كرة القدم.إي يو (الإنجليزية)
- يوهان بولي على موقع ناشيونال فوتبول تيمز (الإنجليزية)
- يوهان بولي على موقع Soccerway.com (الإنجليزية)
- يوهان بولي على موقع عالم كرة القدم.نت (الإنجليزية)